# 과달레테 전투

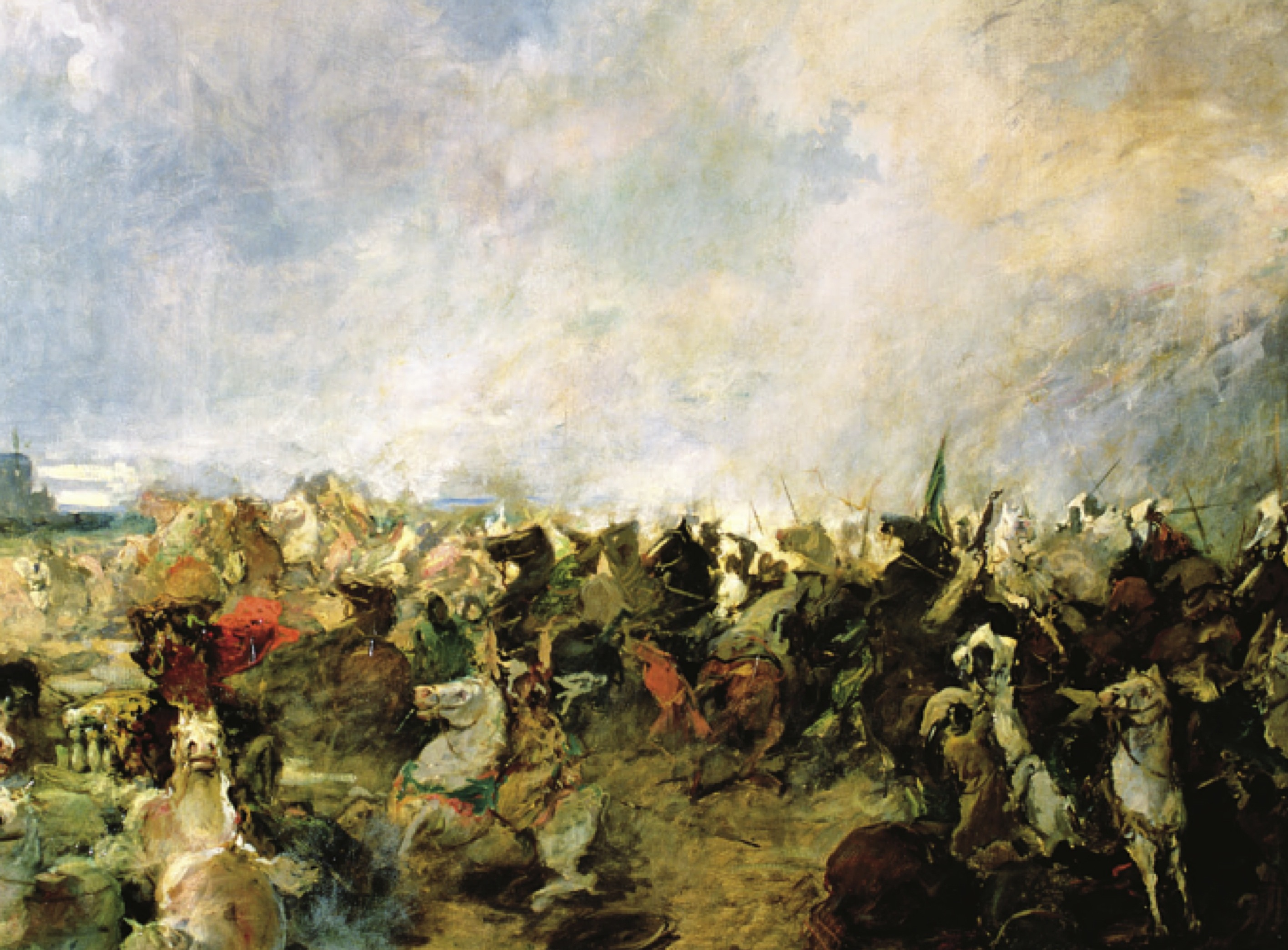
베르베르인 기병 앞에서 후퇴하는 서고트군

과달레테 전투는 이베리아 반도에 대한 무슬림 정복의 첫번째 주요 전투로, 711년에 오늘날 스페인 남부의 과달레테강 인근에서 로데리크(Roderic) 국왕이 지휘하는 서고트 왕국 군대와 타리크 이븐 지야드가 이끄는 우마이야 칼리파국의 대다수 베르베르족과 소수 아랍인으로 구성된 침략군 사이에 벌어졌다. 이 전투는 이미 여러 차례 벌어진 베르베르족의 일련의 공격의 정점이면서, 알안달루스의 시작이라는 측면에서 중요한 의미를 가진다. 로데리크는 많은 서고트족 귀족들과 함께 전투에서 사망했고, 이 결과로 이슬람 세력이 서고트 왕국의 수도인 톨레도를 점령할 수 있는 길이 열렸다.

## 같이 보기
- 우마이야 왕조의 히스파니아 정복